# Huangshi, Guangzhou
Huangshi (kinesiska: 黄石) är ett stadsdelsdistrikt (jiedao) i sydöstra Kina. Det ligger i stadsdistriktet Baiyun i provinshuvudstaden Guangzhou i provinsen Guangdong. Antalet invånare är 117 339. Befolkningen består av 55 161 kvinnor och 62 178 män. Barn under 15 år utgör 10,0 %, vuxna 15-64 år 87 %, och äldre över 65 år 2,0 %.